# Bos gaurus
El gaur (Bos gaurus), también llamado seladang o bisonte de la India, es un bovino salvaje distribuido por la India, Nepal e Indochina, estrechamente emparentado con las vacas domésticas, aunque miembro de una especie diferente. En otros tiempos se barajó la posibilidad de que fuera un ancestro salvaje del cebú, pero hoy día esta relación se ha demostrado como falsa.
Los gaures (gauros según algunas fuentes) son los miembros del género Bos más grandes que existen, pues los machos adultos pueden llegar a los 2,2 metros de altura en la cruz y más de 3 de longitud. El color del pelaje varía entre el pardo rojizo y el marrón oscuro, con la ancha frente y las patas por debajo de la rodilla de color blanco. Los cuernos, bastante cortos y de punta negra, nacen en los laterales de la cabeza y se arquean hacia arriba.

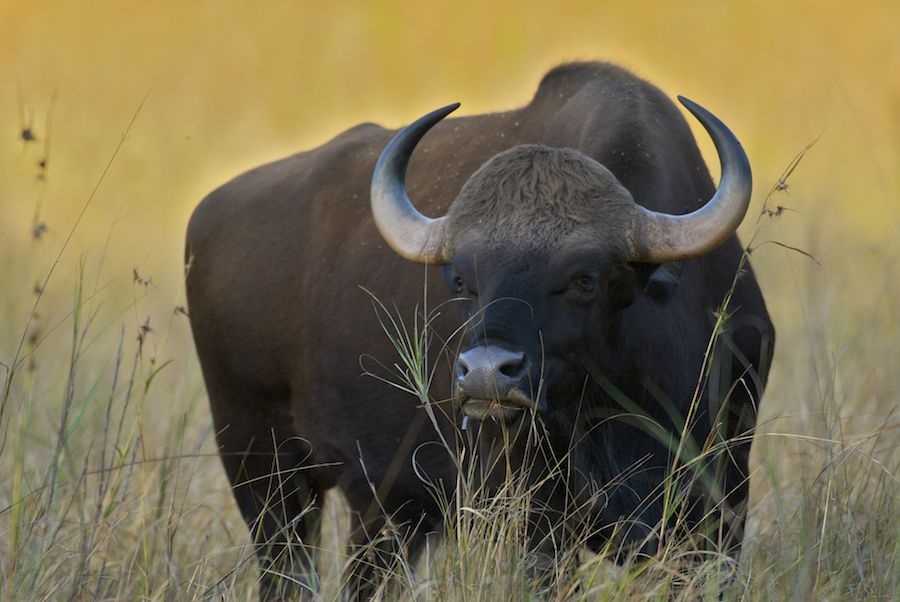
Gaur (Bos gaurus) en Kanha National Park, India

Las hembras emparentadas se agrupan en manadas pequeñas con sus crías, mientras que los machos son solitarios y solo se acercan a estos grupos en la época de celo, donde compiten por el derecho a aparearse. Se alimentan tanto de hierbas como de hojas de árboles y brotes de bambú. No tiene muchos depredadores, entre los que están los tigres y los hombres, que lo han perseguido fundamentalmente por su carne.
En el estado indio de Assam vive una variedad semidomesticada del gaur, el gayal (Bos gaurus frontalis o Bos frontalis, según se le considere una subespecie o especie diferente del gaur salvaje). Este animal se diferencia por su menor tamaño, cuernos más largos y bajos, y una coloración variable aunque casi siempre similar a la del gaur. Durante el día viven libres en la selva y vuelven a los poblados de sus dueños por la noche, que los crían por su carne y leche. Durante el mandato británico sobre la India se probó a cruzar machos de gayal con vacas inglesas, produciendo unos híbridos que producen mucha más carne que cualquiera de sus padres. Las poblaciones en áreas bien protegidas son estables y aumentan. Es la especie más grande entre el ganado salvaje y los Bovidae. La forma domesticada del gaur se llama gayal (Bos frontalis) o mithun.

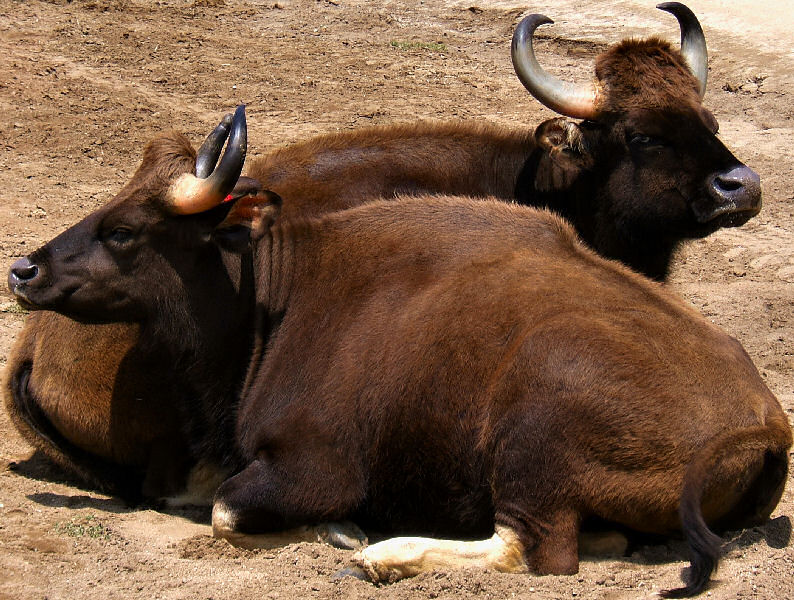
Dos gaures macho en un zoo

## Descripción
El gaur tiene una longitud de cabeza y cuerpo de 250-330 cm con una cola de 70-105 cm de largo, y midiendo de 165 a 220 cm de alto. El peso promedio de un gaur adulto es de 650 a 1000 kg. Los machos son un cuarto más grandes y más pesados que las hembras.
El gaur es el bóvido más grande que existe. Es un bovino fuerte y de constitución masiva con una alta cresta convexa en la frente entre los cuernos, que sobresale anteriormente, causando un profundo hueco en el perfil de la parte superior de la cabeza. En la espalda hay una cresta prominente. Las orejas son muy grandes. En los toros viejos, el pelo se vuelve muy fino en el lomo. El macho adulto es de color marrón oscuro, acercándose al negro en los individuos muy viejos. La parte superior de la cabeza, desde encima de los ojos hasta la nuca, es gris ceniza u ocasionalmente blanco sucio. El hocico es de color pálido y la parte inferior de las patas es de color blanco puro o fuego. Las vacas y los toros jóvenes son más pálidos, y en algunos casos tienen un tinte rufo, que es más marcado en los grupos que habitan en zonas secas y abiertas. La cola es más corta que en los bueyes típicos, llegando sólo hasta el corvejón. Tienen una cresta distintiva que va desde los hombros hasta la mitad de la espalda; los hombros pueden ser hasta 12 centímetros (4,7 plg) más altos que la grupa.Esta cresta es causada por la gran longitud de las apófisis espinosas de las vértebrase de la parte anterior del tronco en comparación con las de las lomoe. El pelo es corto, fino y brillante; las pezuñas son estrechas y puntiagudas.
El gaur no tiene una papada distintiva en la garganta y el pecho. Ambos sexos tienen cuernos, que crecen desde los lados de la cabeza, curvándose hacia arriba. Entre los cuernos hay una alta cresta convexa en la frente. En su base presentan una sección elíptica, característica más marcada en los toros que en las vacas. Los cuernos son decididamente aplanados en la base y regularmente curvados en toda su longitud, y están doblados hacia dentro y ligeramente hacia atrás en sus puntas. El color de los cuernos es verde pálido o amarillo en la mayor parte de su longitud, pero las puntas son negras. Los cuernos, de tamaño medio para los estándares de los grandes bóvidos, crecen hasta una longitud de 60 a 115 cm. La vaca es considerablemente más clara que el toro. Sus cuernos son más delgados y erguidos, con más curvatura hacia el interior, y la cresta frontal es apenas perceptible. En los animales jóvenes, los cuernos son lisos y pulidos. En los toros viejos son rugosos y abollados en la base.
El gaur tiene una longitud de cabeza y cuerpo de 250 a 330 cm con una cola larga de 70 a 105 cm, y una altura de 142 a 220 cm a la altura del hombro, con una media de 168 cm en las hembras y de 188 cm en los machos. En la parte superior de su joroba muscular, justo detrás del hombro, un macho adulto medio mide algo menos de 200 cm y la circunferencia del macho en su sección media (detrás de los hombros) es de una media de 277 cm. Los machos son una cuarta parte más grandes y pesados que las hembras. La masa corporal oscila entre 440 y 1000 kg en hembras adultas y 588 y 1500 en machos adultos. En general, las mediciones proceden de gauromorfos estudiados en India. En una muestra de 13 individuos en la India, los machos de gaur pesaban una media de 1500 kg y las hembras una media de aproximadamente 700 kg. En China, la altura de los hombros de los gaurios oscila entre 165 y 220 centímetros (5' 5" y 7' 23/5"), y los toros pesan hasta 1500 kilogramos (3306,9 lb).

## Distribución y hábitat

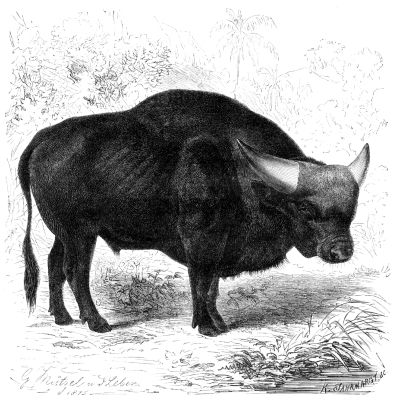
Gayal, variedad doméstica del gaur.

El gaur históricamente se localizaba a lo largo de la parte continental del sur y el sudeste de Asia, incluyendo Vietnam, Camboya, Laos, China, Tailandia, Malasia peninsular, Birmania, India, Bangladés, Bután y Nepal. Hoy en día, la especie está seriamente fragmentada dentro de su rango, y regionalmente extintos en Sri Lanka.
Suelen encontrarse en bosques, donde se alimentan de bambú y hierba.

## Reproducción

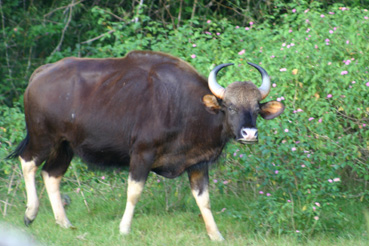
Gaur indio en el Bandipur National Park

Los gaur tienen una cría (u ocasionalmente dos) después de un período de gestación de unos 275 días, cerca de nueve meses. Los terneros son destetados normalmente entre los 7 a 12 meses. La madurez sexual se produce en el segundo o tercer año de las hembras. La cría se realiza durante todo el año, pero normalmente alcanza su máximo entre diciembre y junio. La vida útil de un gaur en cautiverio es de hasta 30 años.

## Ecología y comportamiento
Allí donde los gaur no han sido perturbados, son básicamente diurnos. En otras zonas, se han vuelto mayoritariamente nocturnos debido al impacto humano en el bosque. En el centro de la India, son más activos por la noche y rara vez se les ve al aire libre después de las 8 de la mañana. Durante la estación seca, las manadas se congregan y permanecen en pequeñas zonas, dispersándose por las colinas con la llegada del monzón. Aunque los gaur dependen del agua para beber, no parecen bañarse ni revolcarse.
En enero y febrero, los gaur viven en pequeñas manadas de ocho a once individuos, uno de los cuales es un toro. En abril o mayo, más toros pueden unirse a la manada para aparearse, y los toros individuales pueden pasar de una manada a otra, apareándose cada uno con muchas vacas. En mayo o junio, abandonan la manada y pueden formar manadas de toros solamente o vivir solos. Las manadas vagan 2-5 kilómetros (1,2-3,1 mi) cada día. Cada manada tiene un área de distribución no exclusiva, y a veces las manadas pueden unirse en grupos de 50 o más.
Las manadas de gaur están lideradas por una hembra adulta de edad avanzada, la matriarca. Los machos adultos pueden ser solitarios. Durante el pico de la temporada de cría, los machos sueltos vagan ampliamente en busca de hembras receptivas.  No se han registrado peleas graves entre machos, siendo el tamaño el principal factor para determinar la dominancia. Los machos emiten una llamada de apareamiento de tonos claros y resonantes que pueden transmitirse durante más de 1,6 kilómetros (1 mi). También se sabe que los gaur emiten un bufido silbante como llamada de alarma y un mugido grave parecido al de las vacas.
En algunas regiones de la India donde las molestias humanas son menores, el gaur es muy tímido y apocado a pesar de su gran tamaño y potencia. Cuando se les alarma, los gaur se lanzan a la selva a una velocidad sorprendente. Sin embargo, en el Sudeste Asiático y el Sur de la India, donde están acostumbrados a la presencia humana, los lugareños dicen que los gaur son muy audaces y agresivos. Se sabe que a menudo entran en los campos y pastan junto al ganado doméstico, a veces matándolo en peleas. Los toros gaur pueden embestir sin provocación, sobre todo en verano, cuando el intenso calor y los insectos parásitos los vuelven más irascibles de lo habitual. Para advertir a otros miembros de su manada de que se aproxima un peligro, el gaur emite un agudo silbido pidiendo ayuda.

### Ecología alimentaria
El gaur pastorea y ramonea alimentándose principalmente de las partes superiores de las plantas, como las hojas, tallos, semillas y flores de las especies de hierba, incluyendo el kadam Adina cordifolia.
Durante un estudio realizado en el Santuario Bhagwan Mahaveer y el Parque Nacional de Mollem, se observó que los gaurs se alimentan de 32 especies de plantas. Consumen hierbas, brotes jóvenes, flores, frutos de manzana elefante (Dillenia) con una alta preferencia por las hojas. La preferencia alimentaria varía según la estación. En invierno y monzón, se alimentan preferentemente de hierbaes finas y frescas y especies de hierbas de la familia leguminosa, como el trébol garrapinoso (Desmodium triflorum), pero también hojean hojas de especies arbustivas como karvy Gardenia latifolia (Gardenia latifolia),  la malva (Grewia abutifolia), el tornillo de las Indias Orientales (Helicteres) y el árbol casto (Vitex negundo). En verano, también se alimentan de la corteza de la teca (Tectona grandis), del fruto del árbol de la lluvia dorada (Cassia fistula) y de la corteza y el fruto del anacardo (Anacardium occidentale). El gamo pasa la mayor parte de su tiempo diario alimentándose. El pico de actividad alimentaria se observó entre las 6:30 y las 8:30 de la mañana y entre las 17:30 y las 18:45 de la tarde. Durante las horas más calurosas del día, descansan a la sombra de grandes árboles.
Pueden descortezar los árboles debido a la escasez de su alimento preferido y de minerales y oligoelementos necesarios para su nutrición, o para mantener una relación fibra/proteína óptima para una digestión adecuada de los alimentos y una mejor asimilación de los nutrientes. En verano, a medida que se agotan los recursos herbáceos y de hierba verde, pueden recurrir a las especies de ramoneo y a la corteza fibrosa de la teca. Se han registrado altas concentraciones de calcio (22400 ppm) y fósforo (400 ppm) en la corteza de teca, por lo que su consumo puede ayudar a los animales a satisfacer tanto sus necesidades de minerales como de otros alimentos. La supervivencia y conservación a largo plazo de estos herbívoros depende de la disponibilidad de las especies vegetales preferidas como alimento. Por lo tanto, la protección de los hábitats históricamente preferidos por los gaur es un factor importante en biología de la conservación.

## Enemigos naturales

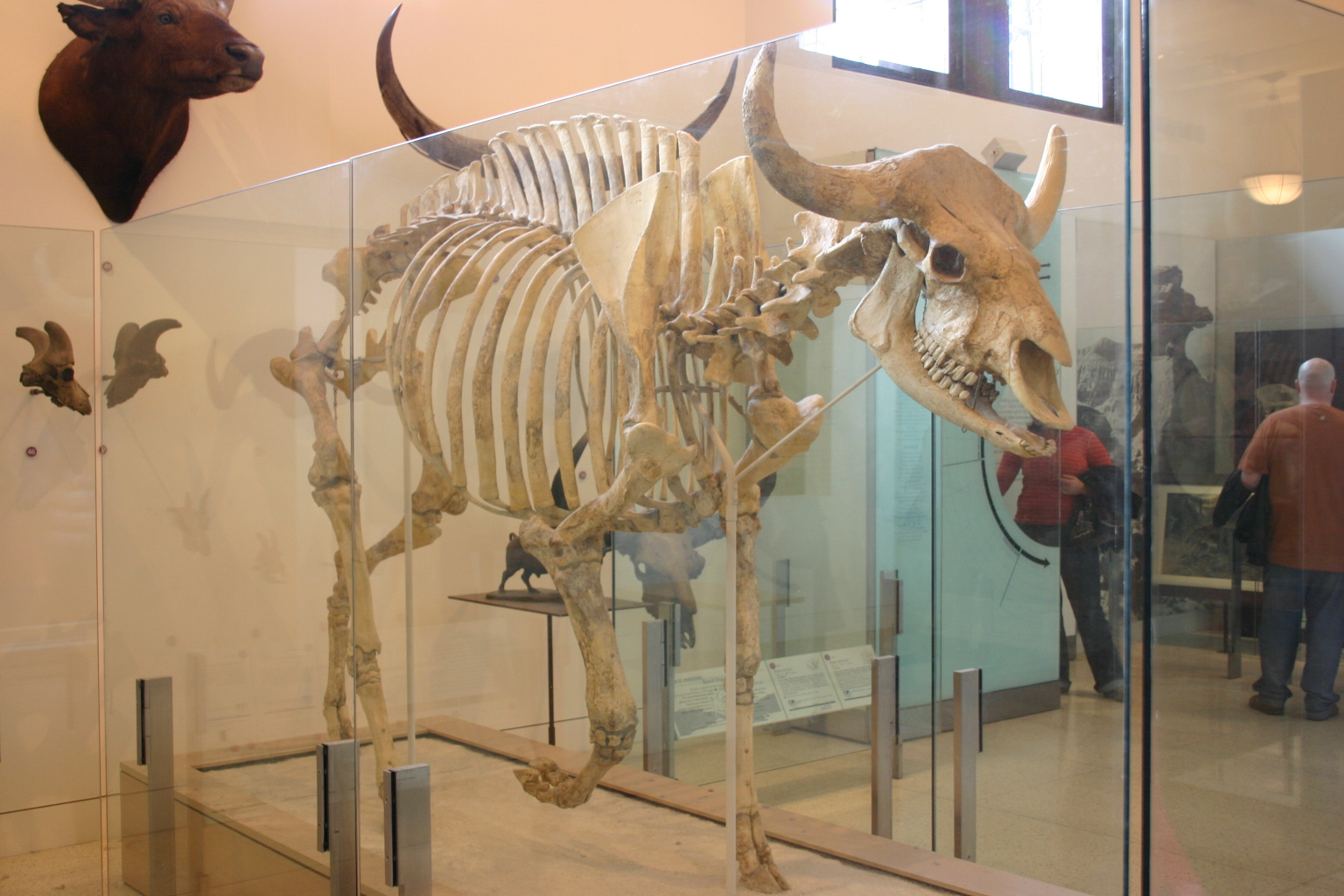
Esqueleto de un Bos gaurus grangeri

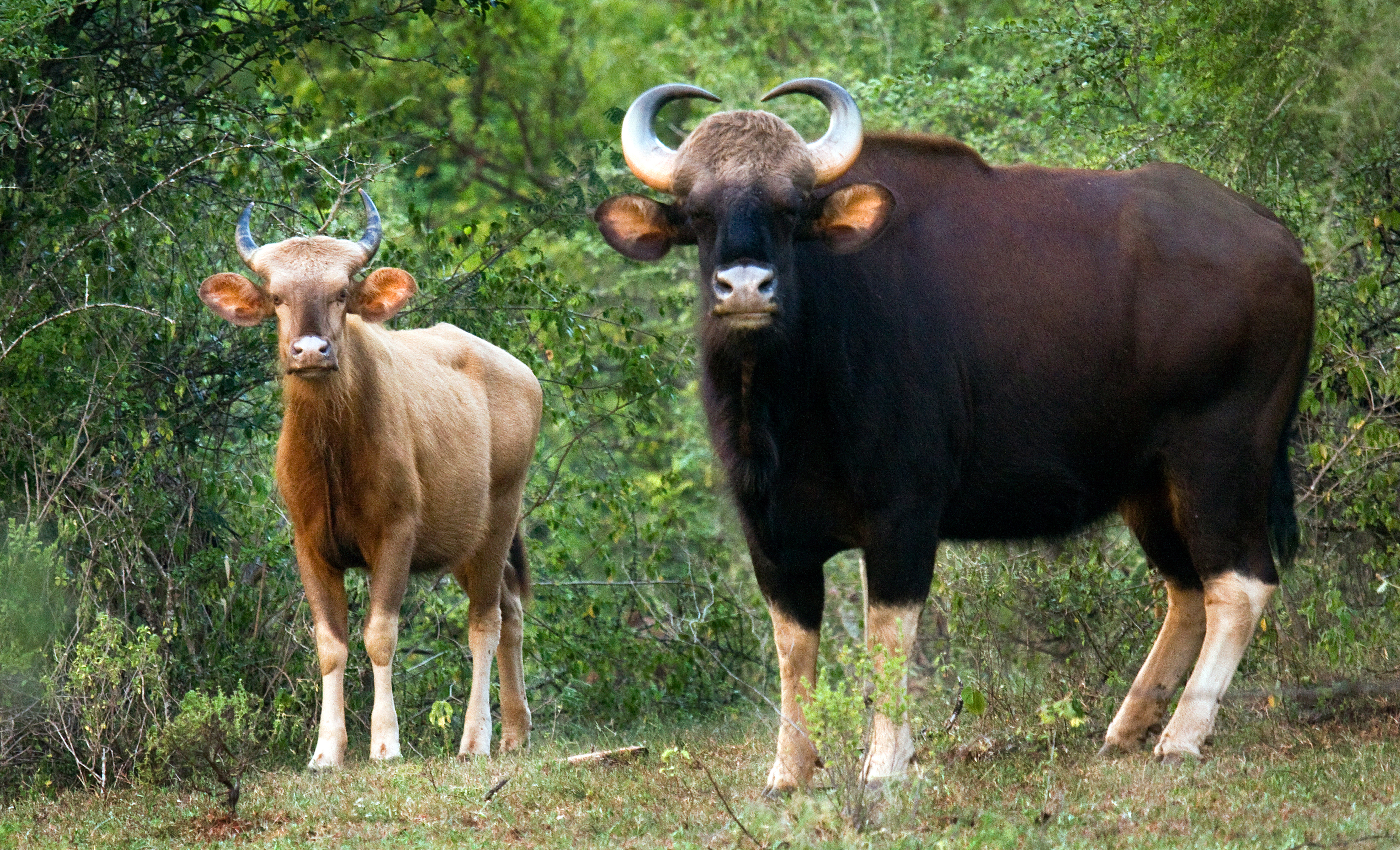
Dos gaures o gauros, uno de ellos albino, algo muy raro de ver en esta especie.

Los depredadores de los gaures son los leopardos (Panthera pardus) y los cuones (Cuon alpinus) que ocasionalmente atacan terneros sin vigilancia o animales enfermos, pero solo el tigre (Panthera tigris) y el cocodrilo poroso (Crocodylus porosus) son capaces de matar a un adulto maduro.
En el parque nacional Nagarahole, al detectar un tigre acecho, una manada de gaures caminó como una falange amenazante hacia ella, lo que obligó al tigre a retirarse y abandonar la caza. Los gaures no son tan agresivos hacia los humanos como lo son los búfalos de agua salvajes.

## Subespecies
El gaurus cuenta con tres subespecies reconocidas:
- B. g. gaurus descrito por Smith en 1827 del centro de la India,[22] que van a Nepal y Bután.[23]
- B. g. readei descrito por Lydekker en 1903 sobre los bosques de montaña de la Alta Birmania como van a Tenasserim.[23]
- B. g. hubbacki descrito por Lydekker en 1907 desde Pahang como que van en la península de Malasia y, probablemente, hacia el norte hasta Tenasserim.[23]
- B. g. sinhaleyus actualmente extinguido, oriundo de Sri Lanka y descrito por los ingleses en el siglo XIX.

## Etimología
La palabra गौर gaura sánscrito significa blanco, amarillento, rojizo. La palabra sánscrita gaur-Mriga significa una especie de búfalo.
La palabra Hindi गौर gaur significa piel clara, regular, blanca.